# Nico (álbum)
Nico es el tercer y último álbum de Blind Melon con Shannon Hoon ejerciendo las labores vocales. Editado en noviembre de 1996 por el sello Capitol Records. 
El disco fue publicado un año después de la muerte de Shannon y titulado con el nombre de su hija, Nico Blue, nacida dos meses antes del deceso de su padre. 
Nico contiene canciones inéditas grabadas en las sesiones de los dos trabajos anteriores de la banda, versiones de temas de Steppenwolf ("The Pusher") y John Lennon ("John Sinclair") y reediciones de algunas canciones anteriores del grupo, como "No Rain" o "St. Andrew's Hall". Nico alcanzó el puesto 161 en la lista del Billboard 200.

## Lista de canciones
1. "The Pusher" – 3:06
2. "Hell" – 2:02
3. "Soup" – 3:09
4. "No Rain" [Ripped Away Version] – 2:25
5. "Soul One" – 3:15
6. "John Sinclair" – 3:36
7. "All That I Need" – 2:48
8. "Glitch" – 3:20
9. "Life Ain't So Shitty" – 1:50
10. "Swallowed" – 3:44
11. "Pull" – 3:28
12. "St. Andrew's Hall" – 3:53
13. "Letters from a Porcupine" – 4:26

## Personal
- Blind Melon - Producción, ingeniería y mezclas
- David Michael Dill - Ingeniero
- Shannon Hoon - Guitarra acústica, voz e ingeniero
- Ken Lomas - Ingeniero, ingeniero asistente
- Brad Smith - Bajo, dumbek, flauta, conga, coros y doble bajo
- Rogers Stevens - Guitarra acústica, guitarra eléctrica, conga, órgano Hammond
- Miles Tackett - Chelo
- Andy Wallace - Productor, ingeniero y mezclas
- Howie Weinberg - Masterización
- Glen Graham - Dumbek, percusión, conga, batería, melotrón, hi hat.
- Liz Heller - Productor ejecutivo
- Tommy Steele - Dirección artística
- Jean Krikorian - Diseño
- Mike Napolitano - Producción, ingeniero asistente y mezclas
- Christopher Thorn - Guitarra acústica, banjo, guitarra eléctrica, campanas, melotrón
- Jeffery Fey - Dirección artística
- Danny Clinch - Armónica, fotografía
- Leo Rossi - Consejero técnico
- Lyle Eaves - Ingeniero
- Stephen Moses - Trombón
- Chris Jones - Productor ejecutivo
- John Burton - Ingeniero

- Datos: Q3339859